# 静岡中央郵便局

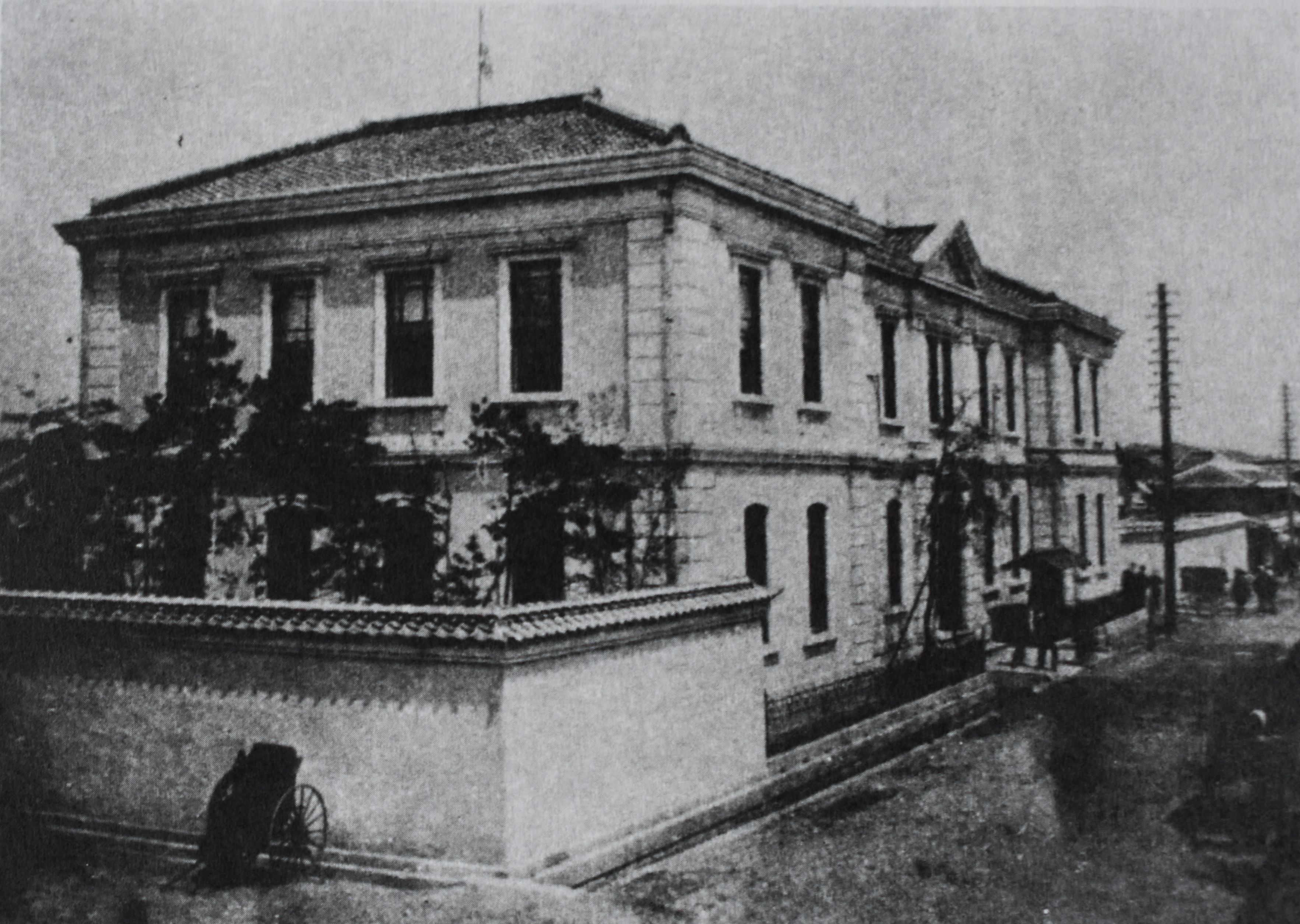
明治26年（1893年）頃の「静岡郵便局」

静岡中央郵便局（しずおかちゅうおうゆうびんきょく）は、静岡県静岡市葵区にある郵便局。政令指定都市・静岡市の中心部、JR東海 東海道新幹線・東海道本線 静岡駅のほど近くに所在。民営化前の分類では集配普通郵便局だった。

## 概要
所在地：〒420-8799 静岡県静岡市葵区黒金町1-9
政令指定都市・静岡市の中心部にある中央郵便局。
JR静岡駅前にある10階建ての当該建物は、6階までが日本郵政グループ関係、7階以上はコンサートホール「静岡音楽館 AOI」として静岡市が使用している。郵便局と地方自治体施設の合築は全国で初めてのケース。

### 併設施設
- ゆうちょ銀行静岡店（名古屋支店静岡出張所）：取扱店番号230010
- かんぽ生命保険静岡支店
- 日本郵政東海郵政健康管理センター静岡分室
- 静岡音楽館AOI[2]

## 沿革
- 1871年4月20日（明治4年3月1日） - 日本の近代郵便制度の創設とともに、静岡郵便取扱所として開設[3]。
- 1873年（明治6年） - 静岡郵便役所となる[3]。
- 1875年（明治8年）1月1日 - 静岡郵便局となる。翌日より為替取扱を開始[3]。
- 1879年（明治12年） - 貯金業務を開始[3]。
- 1885年（明治18年） - 電信取扱を開始[3]。
- 1886年（明治19年）1月4日 - 電信為替事務開始[4]。
- 1889年（明治22年）9月1日 - 静岡郵便電信局となる[3]。
- 1903年（明治36年）4月1日 - 通信官署官制の施行に伴い静岡郵便局となる[3]。
- 1940年（昭和15年）1月15日：静岡大火により局舎焼失[5]。
- 1956年（昭和31年）9月21日 - 電話通話および和文電報受付事務の取扱を開始[6]。
- 1958年（昭和38年）9月9日 - 静岡市御幸町4番地の6から静岡駅前の黒金町に移転。
- 1987年（昭和62年）7月1日 - 静岡中央郵便局に改称。
- 1991年（平成3年）10月1日 - 外国通貨の両替および旅行小切手の売買に関する業務取扱を開始。
- 1994年（平成6年）12月 - 静岡駅前広場拡張のため現在地の静岡音楽館AOIと合築の新局舎へ移転。
- 2006年（平成18年）10月1日 - 服織（はとり）郵便局から「421-12xx」区域の集配業務を移管[7]。
- 2007年（平成19年）10月1日 - 民営化に伴い、併設された郵便事業静岡支店、ゆうちょ銀行静岡店、かんぽ生命保険静岡支店に一部業務を移管。
- 2012年（平成24年）10月1日 - 日本郵便株式会社の発足に伴い、郵便事業静岡支店を静岡中央郵便局に統合。
- 2017年（平成29年）2月6日 - ゆうゆう窓口の24時間営業を廃止。

## 取扱内容

### 静岡中央郵便局
- 郵便、印紙、ゆうパック、内容証明
- 生命保険、バイク自賠責保険、自動車保険、がん保険、引受条件緩和型医療保険 - 平日18時まで営業。
- ゆうゆう窓口
- 静岡市葵区の一部の集配業務
郵便番号 420-00xx、420-08xx、420-09xx、421-12xx （地域） 420-85xx、420-86xx、420-87xx （大口事業所）

### ゆうちょ銀行静岡店
- 貯金、貸付、為替、振替、振込、国際送金、外貨両替、国債、投資信託、変額年金保険 - 平日18時まで営業。
- ATM

### かんぽ生命保険静岡支店
- 個人向け窓口業務は、郵便局が代理店として行う。

## 風景印
- 表記は『静岡中央』
- 形は茶壷の変形印である。
- 図案は『駿府城巽櫓』・『富士山』
- 使用開始日は1993年（平成5年）7月1日

### 過去の風景印
- - 1987年（昭和62年）6月30日
  - 表記は『静岡』
- 1987年（昭和62年）7月1日 - 1993年（平成5年）6月30日
  - 表記は『静岡中央』
  - 図案は『駿府城址』・『県庁』・『富士山』・『茶壷』
- 2007年（平成19年）10月1日 - 2012年（平成24年）9月30日
  - 表記は『静岡』
  - 形は茶壷の変形印である。
  - 図案は『駿府城巽櫓』・『富士山』
同時期に局窓口で使われた風景印と図案は同じだが、局窓口よりも幅広な壷で印影が異なる。
民営化に伴いゆうゆう窓口に配備

## 周辺
- 葵タワー
- 松坂屋静岡店

## アクセス
- JR東海道新幹線・東海道本線 静岡駅（北口）から徒歩約5分
- 静岡鉄道静岡清水線 新静岡駅から徒歩約9分
- しずてつバス 静岡駅前下車
- 東名高速道路 静岡ICから北へ約3km
- 国道1号沿い （静岡駅前交差点から西へすぐ）
- 駐車場あり：23台